# Лобко, Николай Прокофьевич
Николай Прокофьевич Лобко (1908–1979) — советский литератор и деятель культуры, удостоенный звания Заслуженного работника культуры РСФСР (26 мая 1969 г.). Родился в станице Тамань (ныне Темрюкский район Краснодарского края). Его трудовая биография началась в 1926 году с должности киномеханика. Позже он руководил Тамбовским областным управлением кинематографии и занимал пост заместителя начальника управления культуры в том же регионе.
После переезда в Иваново Лобко возглавил местный театр музыкальной комедии, а затем стал директором областной конторы книжной торговли. Он активно развивал культурные инициативы: создал «Поэтический клуб» при Ивановском обществе любителей книги, проводил литературные лекции в студенческих аудиториях, на открытых площадках и в молодёжных общежитиях.
Как писатель дебютировал в 1950 году с повестью «В логове». За ней последовали произведения «Нас ждут в Отрадном», «Вторая встреча», «Паутина», «Варенька», а также документальная книга «Первый подарок», посвящённая становлению текстильной промышленности в Иваново-Вознесенске в 1920-х гг. Его пьеса «Сторонка родная» была поставлена на сцене Ивановского драмтеатра в 1960 году. Член Союза писателей СССР с 1963 года.
Скончался в городе Иваново, похоронен на Богородском (сельском) кладбище.

Лобко Николай Прокофьевич
1. ↑  Лобко Николай Прокофьевич Заслуженный работник культуры РСФСР.

https://ivarh.ru/kalendar-pamyatnyh-dat/2023-god/dekabr-2023-1308